# Варварка
Улица Варва́рка (Варварская улица, в 1933—1990 годах — улица Разина) — улица в Центральном административном округе города Москвы. Одна из самых древних и известных московских улиц. Проходит от Красной площади до площади Варварские Ворота, имея протяженность 550 метров. Нумерация домов ведётся от Красной площади.
Возраст этой улицы составляет более 6 столетий, ведь первые упоминания о ней датируются 1380 годом с одним лишь нюансом, что называлась она тогда Всесвятской. Название Варварка в честь церкви Варвары Великомученицы впервые упоминается в 1434 году.

## Происхождение названия
Название дано по церкви Варвары Великомученицы.
Встречается также мнение, что название церкви только послужило причиной рождения нового смысла у топонима, так как улицу называли «Варьской» уже в XV веке, а изначально его этимология восходит к слову «варя», то есть «место, где что-то варят».

## История
Первоначально начиналась от Спасских ворот Кремля и шла по гребню холма над Москвой-рекой. По некоторым данным, по её трассе проходила древняя дорога на Владимир. Впервые упоминается под названием Всехсвятской (по церкви Всех Святых на Кулишках) в конце XIV века, когда по ней въехал в Москву князь Дмитрий Донской, возвращаясь с Куликовской битвы (1380). С 1434 года называлась Варварской или Варьской.
Каменная церковь Святой Варвары Великомученицы была построена в 1514 году зодчим Алевизом Новым. Сохранившееся до наших дней здание в стиле русского классицизма было сооружено в 1796—1801 годах по проекту архитектора Родиона Казакова на том же месте. Судя по тому, что в одной из записей в летописи середины XV века улица упомянута как Варьская, то деревянная церковь стояла тут ещё до алевизового здания.
Улица сложилась как дорога по бровке холма над Москвой-рекой, проходившая из Кремля на Владимирскую, Рязанскую, Коломенскую дороги. В посаде на Варварской улице жили бояре, о чём свидетельствует музей — «Палаты бояр Романовых». В то же время это был торговый район, где селилась беднота, где сходились люди со всей Москвы, чтобы купить или продать что-либо в многочисленных рядах и лавках.
В XVII веке улица одно время называлась то Знаменской (по Знаменскому монастырю), то Большой Покровкой (по церкви Покрова Божией Матери на Псковской горе), но названия не прижились.
В конце XVIII века Варварку очистили от ветхих зданий. После пожара 1812 года большинство домов и магазинов на Варварке отстроено в камне.
После 1917 года Варварка была занята учреждениями и складами.
В 1933 году улица была переименована в улицу Разина в честь предводителя крестьянской войны 1670—1671 годов Степана Разина, в 1990 году улице было возвращено историческое название.
После сноса в 1934 года Китайгородской стены открылся выход на площади Ногина (ныне площадь Варварские Ворота).
В 1960-х годах, во время строительства гостиницы «Россия», вместе со всей жилой застройкой Зарядья уничтожена застройка южной стороны Варварки, кроме древних памятников архитектуры и нынешнего дома № 14.

### На нечётной стороне
- № 1 — Средние торговые ряды, 1889—1893, архитектор Р. И. Клейн. До недавнего времени здание занимали военные организации. В 2007 здание огорожено по периметру, планируется снос внутренних строений и реконструкция по аналогии с Гостиным двором.
- № 3 — Гостиный двор, 1789—1805, архитекторы Джакомо Кваренги (проект), И. В. Еготов, С. Карин, П. Селихов (строительство); в 1903—1905 расширен К. К. Гиппиусом; в 1995—2000 годах перестроен в торгово-гостинично-развлекательный центр (общая площадь 81 600 кв.м.).
- № 5 — Торговый дом Морозова, 1864, архитектор А. С. Каминский.
- № 7 — Конторский и торговый дом «Варваринское подворье», 1890—1892, архитектор Р. И. Клейн. Сейчас — контора ФГУП «Кремль». Отделение Исполнительного комитета СНГ в Москве.
- № 9 — Контора Товарищества Тверской мануфактуры семьи Морозовых, 1896—1898, архитектор А. В. Иванов. Здание построено в формах классицизированной эклектики. Угловой вход в здание оформлен лоджией, коринфские колонны по бокам которой поддерживают антаблемент-козырёк. Два верхних этажа надстроены в советское время[2].
- № 11 —
- № 11 стр. 2 — усадьба Чириковых — Арманд, середины XVIII века, перестроена в 1894 году Б. Н. Шнаубертом.
- № 15, стр. 2,  памятник архитектуры (федеральный) — Церковь Рождества Иоанна Предтечи (Климента) у Варварских ворот, XVII век, перестроена в 1741 году[3].

### На чётной стороне
- № 2 стр. 1 — Храм Варвары Великомученицы на Варварке, 1796—1804 (первый храм на этом месте известен с 1514 года).
- № 4 — Церковь Максима Блаженного (1698—1699), колокольня 1829 года постройки.
- № 4а — Старый английский двор — палаты XVI века, принадлежали Московской компании. Объект ландшафтно-архитектурного комплекса парка «Зарядье», ранее — филиал Музея истории Москвы.
- № 8 — Старый Государев двор, Знаменский монастырь (основан в 1631 году):
  - № 8, стр. 1,  памятник архитектуры (федеральный) — собор иконы Божьей Матери «Знамение» (1678—1682, архитекторы Ф. Григорьев, Г. Анисимов).
  - колокольня (1784—1789), братский корпус XVII века.
- № 10 — Старый Государев двор, Палаты Романовых (XVI—XVII века, реставрированы в 1850-х годах Ф. Ф. Рихтером).
- № 12 — Храм Великомученика Георгия Победоносца на Псковской горке (1657), колокольня конца XVIII века.
- № 14 стр.1, 2  ЦГФО — Комплекс зданий: доходный дом купца первой гильдии Зелика Персиц (1909, архитектор Н. И. Жерихов)[3], в доме сохранился лепной декор стен и потолков, художественное оформление лестничных пролётов[4]; дом страхового общества «Якорь», построенный в 1898 году А. В. Ивановым, утратил в советские годы богатый фасад по Варварке, но сохранял первоначальный декор на дворовых и боковых фасадах. Вопреки законодательству об охранных зонах[5] планируется снос этих, уцелевших в градостроительной мясорубке середины XX века, зданий ради коммерческого освоения участка и тем самым, частичной компенсации затрат на благоустройство парка «Зарядье» (на месте дореволюционного доходного дома планируется построить модернистское здание гостиницы)[6]. В 2013 году здания переданы Росимуществом Москве, в 2014 году выкуплены бизнесменом Дмитрием Шумковым. Заявителем строительства выступает ОАО «Торгово-промышленная компания „Продмаркет“». 16 октября 2015 года проект был представлен на Московском урбанистическом форуме, в сентябре городские власти выдали застройщику градостроительный план земельного участка на объект площадью 45 тыс. м², тогда как существующие площади обоих строений не превосходят 22 тыс. кв. м. Двукратное увеличение площадей планируется осуществить путем радикальной реконструкции, а фактически — сноса зданий[7]. В ноябре 2016 г. начат снос[8]. Полностью снесены два дворовых корпуса комплекса страхового общества «Якорь» и подвальные помещения, занимавшие всю площадь внутреннего двора[9]. По мнению Петра Мирошника, снос ценного градоформирующего объекта и искажение панорам объекта Всемирного наследия «Московский Кремль», в охранной зоне которого находится владение, станут грубым нарушением отечественного законодательства и международных обязательств России[10]. По заявлениям в СМИ заммэра Москвы М. Хуснуллина, строительство гостиницы в парке «Зарядье» планируется завершить в 2019 году.[11] Внешние стены здания исчезают постепенно.  Дом отнесён к объектам Чёрной книги Архнадзора как утративший подлинность.[9]

## Галерея
- Храм Великомученика Георгия Победоносца на Псковской горке
- Служебный корпус Знаменского монастыря (вход в музей Палаты Романовых)
- Палаты Романовых
- Келейный корпус Знаменского монастыря (вид снизу)
- Собор иконы Божьей Матери «Знамение».
- Колокольня и келейный корпус Знаменского монастыря
- Церковь Максима Блаженного
- Старый Английский двор (вид снизу)
- Храм Варвары (вид снизу)
- «Варваринское подворье» (№ 7), 1892
- Варварка в XIX в.
- Угол Варварки и Москворецкой. 1880-е гг.
- Храм вмч. Георгия
- Храм Иоанна Предтечи и Климента папы Римского у Варварских ворот (частично разрушен)
- Храм Грузинской Божьей матери у Варварских ворот

## Улица в художественной литературе и искусстве
- Варварка неоднократно упоминалась в песнях. Известна песня про то, как «по улице Варваринской» бежит «мужик камаринский». Один из дореволюционных городских романсов начинается словами: «Шёл я улицей Варваркою со знакомою кухаркою».
- Известная старинная московская поговорка «К Варваре на расправу» связана с тем, что в XVII веке там находился судебный приказ.
- Перекрёстки Варварки изображены на нескольких картинах А. М. Васнецова.

## Транспорт
- Станция метро  Китай-город
- Автобусы: 538, м90, н16